# 普羅普里亞
10°12′39″S 36°50′24″W / 10.21083°S 36.84000°W

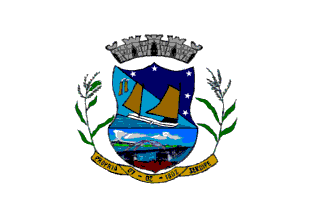

普羅普里亞（葡萄牙語：Propriá），是巴西的城鎮，位於該國東北部，由塞爾希培州負責管轄，始建於1802年2月7日，面積95平方公里，海拔高度14米，2014年人口29,562，人口密度每平方公里311.04人。